# Verwaltungsgemeinschaft Halberstadt
In der Verwaltungsgemeinschaft Halberstadt waren im sachsen-anhaltischen Landkreis Halberstadt die Gemeinde Sargstedt und die Stadt Halberstadt zusammengeschlossen. Verwaltungssitz war Halberstadt. Am 1. Januar 1997 wurde die Verwaltungsgemeinschaft aufgelöst, indem die Gemeinde Sargstedt in die Verwaltungsgemeinschaft Harzvorland-Huy integriert und die Stadt Halberstadt Einheitsgemeinde wurde.